# فلورين بيرينغير
فلورين بيرينغير (1 أبريل 1989 بمونتبليار في فرنسا - ) (بالفرنسية: Florin Bérenguer) هو لاعب كرة قدم فرنسي في مركز الوسط. لعب مع نادي ديجون ونادي سوشو.

## روابط خارجية
- فلورين بيرينغير على موقع رابطة كرة القدم الفرنسية للمحترفين (الإنجليزية)
- فلورين بيرينغير على موقع قاعدة بيانات كرة القدم.إي يو (الإنجليزية)
- فلورين بيرينغير على موقع ليكيب (الفرنسية)
- فلورين بيرينغير على موقع Soccerway.com (الإنجليزية)